# Sycoscapter huberi
Sycoscapter huberi is een vliesvleugelig insect uit de familie Pteromalidae. De wetenschappelijke naam is voor het eerst geldig gepubliceerd in 1919 door Girault.